# Petit-Nobressart
Petit-Nobressart (en luxemburguès: Kleng-Elchert; en alemany: Klein-Elcheroth) és una vila de la comuna d'Ell, situada al districte de Diekirch del cantó de Redange. Està a uns 30 km de distància de la ciutat de Luxemburg.